# Mamdouh Mohamed Eldamaty
Mamdouh Mohamed Eldamaty (né le 6 décembre 1961 au Caire) est un égyptologue et homme politique égyptien. Il est ministre des Antiquités de 2014 à 2016, ainsi que directeur général du Musée égyptien du Caire de 2001 à 2006.

## Biographie

### Études
Mamdouh Mohamed Eldamaty fait ses études à l'Université du Caire, où il obtient un doctorat en égyptologie.

### Carrière universitaire
De 1981 à 1987, Mamdouh Mohamed Eldamaty occupe la fonction de secrétaire adjoint du Musée égyptien du Caire, puis devient de 1988 à 1996 secrétaire du musée de la Faculté d'archéologie de l'Université du Caire.
Il a été du 1er février 2001 jusqu'en 2006 directeur général du Musée égyptien du Caire. Il a été remplacé par Wafaa el-Saddik.
À partir de 2006, il dirige le Département des antiquités de l'Université Ain Shams.

### Carrière politique
Mamdouh Mohamed Eldamaty est nommé ministre des Antiquités au sein du gouvernement d'Ibrahim Mahlab le 17 juin 2014. Il conserve son poste lors de la nomination du gouvernement de Chérif Ismaïl, mais est remplacé lors d'un remaniement par Khaled El-Enany le 23 mars 2016. 

## Publications
- (en) « Squatting Statue in the Cairo museum », Mitteilungen Des Deutschen Archaologischen Insttuts Abteilung Kairo, Mainz, no 46,‎ 1990, p. 1-13 ;
- (de) « Isis Hathor im temple von dendera », Egyptiaca Treverensia, Mainz, no 7,‎ 1994, p. 81-87 ;
- (de) Sokar-Osiris-Kapelle Im Tempel von Dendera, Hambourg, Dr. Kovač, 1995, 250 p. (ISBN 978-3-86064-329-7) ;
- « Eine Szene der Besanftigung der Sachment im kiosk von Dendera », Journal of the Faculty of Aechaeology, Cairo, no 7,‎ 1996, p. 147-156 ;
- (de) « Der goldfalke als Opfergabe in den grichisch-romischen temole », Gottinger Miszellen, Gottingen, no 161,‎ 1997, p. 51-64 ;
- (de) « Horus als ka des konigs », Gottinger Miszellen, Gottingen, no 169,‎ 1999, p. 31-45 ;
- (en) avec Jack A. Josephson, Catalogue General of Egyptian Antiquities in The Cairo Museum, Statues of the XXVth and XXVIth Dynasties, Le Caire, Supreme Council of Antiquities Press, 1999, 116 p. (ISBN 978-977-305-194-5, LCCN 00314939, lire en ligne).